# Roberto Montessori
Roberto Montessori (Modena, 1878 – Modena, 1942) è stato un giurista italiano, docente di diritto commerciale e direttore dell'Università Ca' Foscari Venezia dal 1922 al 1925 .